# Ischnomantis
Ischnomantis (лат.) — род богомолов из семейства Rivetinidae.

## Описание
Бёдра первой пары ног несут по 5 внешних шипиков. Супраанальная пластинка очень длинная, ланцетовидная. Проторакс в несколько раз длиннее своей ширины. Вентролатеральные шипики передних голеней вертикальные или наклонные, более или менее отдалённые друг от друга.
Крупнейшим видом является Ischnomantis gigas: самка, обнаруженная в Африке, имела рекордную для богомолов длину в 17 см.
Встречаются в Африке.

## Классификация
На ноябрь 2020 года в род включают 12 видов:
- Ischnomantis aethiopica Giglio-Tos, 1916
- Ischnomantis fasciata Giglio-Tos, 1916
- Ischnomantis fatiloqua (Stel, 1856)
- Ischnomantis flavescens Chopard, 1940
- Ischnomantis gigas (Saussure, 1870)
- Ischnomantis gracilis Giglio-Tos, 1916
- Ischnomantis grandis Saussure, 1869
- Ischnomantis media Rehn, 1901
- Ischnomantis perfida (Guerin-Meneville, 1849)
- Ischnomantis spinigera Schulthess-Schindler, 1898
- Ischnomantis usambarica Sjestedt, 1909
- Ischnomantis werneri Giglio-Tos, 1916